# Malthinus swatensis
Malthinus swatensis es una especie de coleóptero de la familia Cantharidae.

## Distribución geográfica
Habita en Pakistán.